# Bunker (golf)

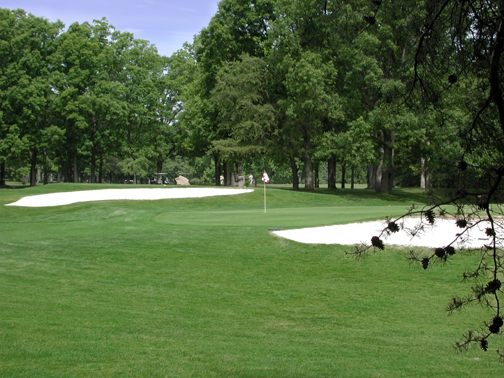
Un green circondato da due grandi bunker

Il bunker è un banco di sabbia di piccole dimensioni, che costituisce un ostacolo nel campo da golf e può formare una depressione oppure un monticello nel terreno. Più spesso è colmo di sabbia, ma qualche volta è riempito con del materiale simile, come ghiaia.
Il bunker è posto lungo il percorso di gioco per rendere più difficile il gioco stesso ai golfisti, in quanto quando la palla finisce dentro questo ostacolo è più difficile uscirne, dovendo ricorrere a una speciale tecnica di non sempre facile esecuzione. Spesso i bunker sono posti ai lati di un green per rendere più difficile l'approccio ad essi.

## Regole di gioco dal bunker
Le regole del golf prevedono che una palla finita in un bunker deve essere giocata all'interno del bunker, poiché esso è una parte integrante del campo di gioco dal quale non è consentito ovviare. Prima di fare un colpo dal bunker, non si può toccare la sabbia con la testa del bastone, altrimenti il giocatore incorre in 2 colpi di penalità. Non si può droppare la palla fuori dal bunker; ma in caso di bunker allagato si può droppare all'interno del bunker in una zona asciutta non più vicino alla buca ed il più vicino alla palla senza penalità. In generale non si può modificare assolutamente la conformazione dell'ostacolo.
Non è consentito rimuovere alcun impedimento sciolto da un bunker (cioè oggetti naturali sciolti, come pietre, foglie staccate e rametti), a meno che le regole locali del campo lo permettano: per limitare i pericoli, sovente le regole locali permettono la rimozione di pietre dai bunker. Le Ostruzioni movibili (ad es. oggetti artificiali movibili quali rastrelli, lattine, etc.) possono invece essere rimosse senza penalità. Se ciò causa lo spostamento della palla, essa deve essere ripiazzata senza penalità.